# エコノミスト
『エコノミスト』（The Economist）は、イギリスの週刊新聞で、ロンドンに所在するエコノミスト・グループから発行されている。新聞ではあるが、外見は雑誌の体裁をとっている。1843年にスコットランドの経済学者であるジェイムズ・ウィルソンによって創刊された。
なお、毎日新聞出版（旧毎日新聞社出版局）が発行している経済専門の週刊誌『エコノミスト』とは資本・人材・提携の関係は一切ない。

## 概要
発行部数は約160万部（2009年）。その約半分を北米が占める。
主に国際政治と経済を中心に扱い、科学技術、書評、芸術も毎号取り上げる。政治・社会は地域ごとに記事を組んでおり、中国、中国以外のアジア、中東およびアフリカ、米国、米国以外のアメリカ大陸、英国、英国以外のヨーロッパに分けている。ビジネスと金融については地域を問わずに広く取材しており、日本の企業が取り上げられることも多い。また隔週ごとに、経済のある分野に関して詳細な調査分析を載せる。この雑誌は社会的地位の高い層をターゲットにしており、その中に官僚や大企業で経営に携わる人なども含まれる。発刊の歴史と、鋭い分析からなる記事が情勢に与える影響が大きく、世界でもっとも重要な政治経済紙の一つと見なされている。
購買力平価の目安としてビッグマック指数と呼ばれる、世界のマクドナルドでのビッグマックの価格指標を載せている。さらに2004年1月からスターバックスのトールサイズのラテを基準にした「トール・ラテ指数」も加わった。また、「国際女性デー」にあわせ、毎年「ガラスの天井指数」(glass ceiling index) も発表している。経済協力開発機構（OECD）加盟国における職場内でのジェンダー・ギャップを指標化したものである。
本紙はジェイムズ・ウィルソン (経済学者)によって1843年9月に創刊された。そこには明らかに穀物法の廃止を扇動する目的があった。ロバート・ピールのトーリー党は、1846年5月に破滅的な穀物法廃止案を押し通した。創刊当時「エコノミズム」という言葉は財政保守主義と受け取られていた。現在でも保守系紙として言及されることも多い。ただし、これは古典的自由主義（経済自由主義）を標榜しているため、経済面においては左派の嫌悪する市場原理主義、自由貿易やグローバリゼーションの擁護や労働組合の政治活動やアファーマティブアクションに対する批判を行う一方で、社会・人権面では人種や性差別に明確に反対するだけでなく、同性婚賛成、犯罪に対する厳罰化反対、移民自由化賛成、麻薬の合法化賛成、死刑制度廃止を支持するだけでなく、最低限の生活水準を保証する社会保障には賛成を表明している。
本誌のサイトにおいて、その論調は左でも右でもなく「極中」であると述べている（The extreme centre is the paper's historical position.）。例えば労働の政策としては、解雇権の制限は雇用コストを上げ、逆に全体の失業率が上げると主張する一方で、解雇された失業者の生活を国が福祉で保証するべき、と主張する。この点では、政府の一切の介入に反対する新自由主義やリバタリアニズムとも一線を期する。
『日はまた沈む』や『日はまた昇る』など、日本経済の浮沈に関する洞察力ある著作で知られる国際ジャーナリストのビル・エモットは、1993年から2006年3月の引退までの13年間、本紙の編集長を務めていた。
2009年4月1日のエイプリルフールに、新しいテーマパーク、Magical Monetary World of Econolandを立ち上げると発表した。　
2017年のイギリス議会総選挙では自由民主党を支持している。
しばしば早稲田大学社会科学部や明治大学商学部の入試問題によく取り上げられている。

## 経済統計
『エコノミスト』はまた、雇用数、経済成長、金利などの経済統計を発表し、これらの指数 (index) は信頼のおけるものとして一定の評価を受けている。
- ビッグマック指数：異なる国でのマクドナルドの価格を使用し、各国の通貨の購買力を指数化したもので、1986年をはじめとして、年に2回発行されている。
- 民主主義指数：世界の民主主義の状態の尺度として同紙のエコノミスト・インテリジェンス・ユニット（EIU）によって作成されている。
- 世界平和度指数：24項目にわたって144カ国を対象に分析し、平和達成度を相対的に数値化。
- クオリティ・オブ・ライフ インデックス：各国の「主観的な生活に関する満足度」と「客観的な生活の質の決定要因」を数値化。
- ガラスの天井指数：OECD 加盟国内における女性の平等とガラスの天井とよばれるジェンダー・ギャップの指数。
- 最も危険な都市指数：殺人率による主要都市の指数。
- 商品価格指数：金やブレント油、各種農業製品における商品価格の指数。

## 批判
中道を謳っていながら、極端な市場原理主義・自由市場万能論・レッセフェールを「エコノミズム」として正当化していることについては、長年批判されている。アイルランドのジャガイモ飢饉の際は、一切の食糧援助に反対し、百万人の餓死者を生み出す結果になった。カール・マルクスは、著書『ルイ・ボナパルトのブリュメール18日』（1852年）において、『エコノミスト』を、「ヨーロッパにおける金融貴族 (Finanzaristokratie) の機関紙」として批判している。
近年では、2003年のイラク戦争の開戦を支持したが、情勢が悪化するとドナルド・ラムズフェルド国防長官の辞任を求め、2004年のアメリカ大統領選挙では民主党のジョン・ケリーを支持するなど、日和見主義的なスタンスの一貫性のなさが批判されている。
また、実名記者のコラムや論説記事が中心の英米高級紙の中では異例の、完全匿名スタンスを貫いており、記事の中でも自らの主張を述べる際にも、"this reviewer"（本誌は）といった特殊な一人称を用いる。しかし、他国の特定の政治家や経済政策などを公然と批判するにもかかわらず、社説や記事の執筆者が全て匿名であることについては、長年批判がなされ続けている。ジャーナリストのマイケル・ルイスは、匿名の理由を、偉そうな記事を書いているのが実は何の経験もない無名の若造編集者ばかりだとばれるからである、と揶揄している。カナダ人作家で国際ペンクラブ会長のジョン・ラルストン・ソウルは、著書『論駁的な哲学辞典』（The Doubter's Companion）において、以下のように『エコノミスト』を痛烈に批判する。
また「見えざる手」や「比較優位」といった現代の読者に誤解されやすい古典派経済学の用語を解説なく使用し、しばしば記事の執筆者自身も意味を勘違いして使用している場合がある。

### 化石燃料の宣伝広告
ザ・インターセプト、ネイション、DeSmogの共同調査で、エコノミストは化石燃料業界の宣伝広告を掲載している大手メディアの1社であることが判明している。エコノミストの気候変動報道を担当するジャーナリストは、気候変動を引き起こし、対策を妨害した企業・業界との利益相反により、気候変動に関する報道の信頼性が低下し、読者が気候危機を軽視するようになることを懸念している。

## その他
まれに、同一の記事が二つ存在する。iTunesのFrom the paper（2009年2月14日）、Economist.com上のAudio section（2009年2月14日）、High-tech dentistry St Elmo's frier（2009年6月12日）、 Improving scientific publishing Huddled maths（2009年7月12日）がこれに該当する。